# ∞未来
「∞未来」（むげんみらい）は、橋本みゆきの19作目のシングル。2010年10月27日にLantisから発売された。

## 概要
前作「未来回帰線」から2ヶ月半ぶりのリリースとなる2010年4作目のシングル。これまでのシングルと異なり、カップリングが2曲収録されている。
表題曲「∞未来」はPCゲーム『失われた未来を求めて』のオープニングテーマ、カップリングの「ray of memories」と「Salut.soleil!」は同ゲームのそれぞれ挿入歌とエンディングテーマとして使用された。

## 収録曲
全曲 作詞：橋本みゆき、作曲・編曲：羽鳥風画
1. ∞未来 [4:58]
  - PCゲーム『失われた未来を求めて』オープニングテーマ
2. ray of memories [6:00]
  - PCゲーム『失われた未来を求めて』挿入歌
3. Salut.soleil! [5:13]
  - PCゲーム『失われた未来を求めて』エンディングテーマ
4. ∞未来（off vocal）
5. ray of memories（off vocal）
6. Salut.soleil!（off vocal）